# Afferrare una stella
Afferrare una stella è un album raccolta di canzoni famose di Edoardo Bennato, alcune delle quali erano in origine pubblicate su singoli, divenuti difficili da reperire. Contiene nuove versioni dei brani Ogni favola è un gioco, Fantasia, Tutti e Quando sarai grande.

## Tracce
CD 1
1. Ogni favola è un gioco (nuova versione) - 3:21
2. Afferrare una stella - 3:56
3. Fantasia (nuova versione) - 3:58
4. Le ragazze fanno grandi sogni - 3:15
5. L'isola che non c'è - 3:50
6. Tutti (nuova versione) - 3:24
7. C'era una volta - 3:42
8. T'amo - 3:40
9. La verità - 3:42
10. È notte - 3:56
11. Credo solo a te - 4:51
12. Finestre - 3:00
13. La chitarra - 4:23
14. Relax - 2:58
15. Falsa libertà - 3:44
16. Guarda là - 3:24

CD 2
1. Dotti medici e sapienti - 2:39
2. Sbandato - 3:19
3. La fata - 3:58
4. Abbi dubbi/Ma che bella città - 3:21
5. Sembra ieri - 3:49
6. Quando sarai grande (nuova versione) - 3:48
7. In fila per tre - 3:10
8. La luna - 3:50
9. Arrivano i buoni - 3:50
10. Non farti cadere le braccia - 3:26
11. Detto tra noi - 3:15
12. Meglio Topolino - 4:04
13. Nisida - 5:12
14. Campi Flegrei - 2:55
15. Tu chi sei - 4:47
16. Rinnegato - 3:47
17. Eugenio - 3:09
18. Colpa dell'America - 1:57

Le musiche e i testi sono di Edoardo Bennato tranne:
- T'amo e La luna, testo di Eugenio Bennato, musiche di Edoardo Bennato
- Falsa libertà, testo in italiano di Edoardo Bennato, testo originale e musica di Donovan

## Musicisti

### Artista
- Edoardo Bennato – voce, chitarra, armonica, kazoo

### Altri musicisti
- chitarra – Lucio Bardi, Luciano Ninzatti, Franco Giacoia, Roberto Ciotti, Mauro Paoluzzi, Francesco Frullone, Guido Migliaro e Enzo Caponetto
- basso – Gigi De Rienzo, Pier Michelatti, Roberto D'Aquino, Carlo Giardina e Paolo Costa
- batteria – Lele Melotti, Mauro Spina, Paolo Valli, Roberto Pellati, Agostino Marangolo, Kenny Aronoff, Mario Insenga e Agostino Mennella
- pianoforte – Renato Federico e Ernesto Vitolo
- tastiera – Raffaele Lopez, Stefano Pulga e Carlo Giardina
- sax – James Senese
- cori – Silvio Pozzoli
- Arrangiamenti orchestrali – Antonio Sinagra